# Massengrab von Quba

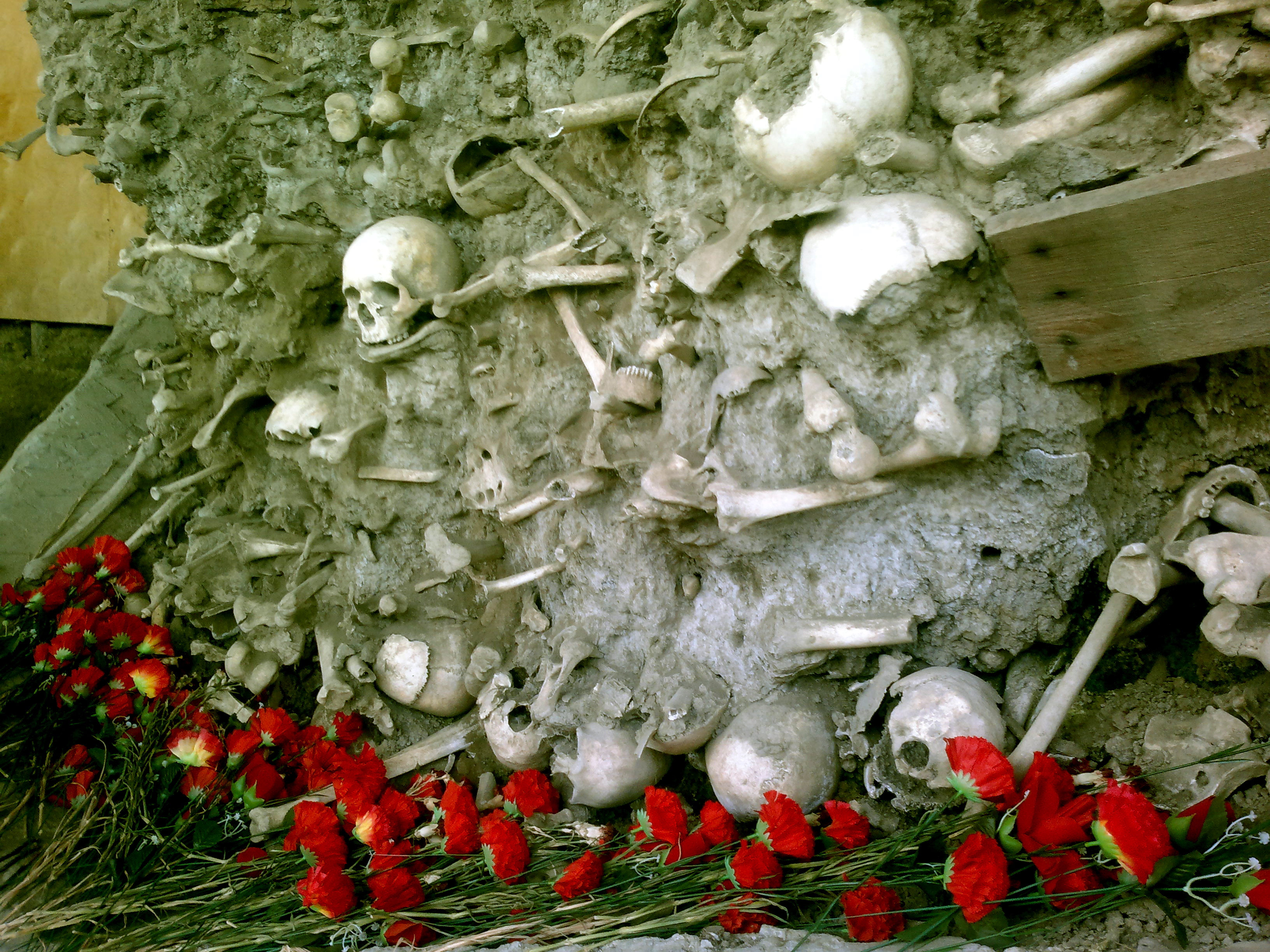
Schädel und Knochen aus dem Massengrab von Quba

Das Massengrab von Quba (aserbaidschanisch Quba kütləvi məzarlığı) mit sterblichen Überresten von über 200 Aserbaidschanern befindet sich in Quba, der nordöstlichen Stadt Aserbaidschans, unweit des Flusses Qudyalçay (eingedeutscht Gudjaltschaj). Dieser wurde während des Baues eines neuen Stadions im Jahr 2007 entdeckt. Laut aserbaidschanischen Angaben handelt es sich um die Opfer während der März-Ereignisse 1918, als die bewaffneten armenischen Einheiten unter dem Kommando von Hamazasp Srwandzjan ein Massaker an den Stadtbewohnern von Quba verübten. Die Gesamtfläche des Massengrabs beträgt 514 Quadratmeter.

## Geschichtliche Hintergründe
Die Ereignisse vom März 1918 gelten als eines turbulentesten und opferreichsten Kapitel der Geschichte Aserbaidschans im 20. Jahrhundert. Vom 30. März bis zum 3. April 1918 wurden etwa 12.000 Aserbaidschaner aufgrund ihrer Religions- und Volkszugehörigkeit von bolschewistisch-armenischen Truppen ermordet.
Noch im Juli 1918 beauftragte die damalige Regierung der Demokratischen Republik Aserbaidschan einen Sonderausschuss, um die genauen Hintergründe des Massenmordes an der örtlichen Bevölkerung zu untersuchen. Die Kommission kam zu dem Ergebnis, Stepan Schahumjan, der armenisch-bolschewistische Anführer der Kommune von Baku, sei der eigentliche Drahtzieher hinter der blutigen Aktion in Quba gewesen. Srwandzjan soll unmittelbar auf Befehl von Schahumjan gehandelt haben. Diese Version bestätigt auch der deutsche Historiker und Kaukasusforscher Jörg Baberowski. Ihm zufolge soll Srwandzjan bei seiner Ankunft in Quba den Stadtbewohnern mitgeteilt haben, er sei entsandt worden, um „alle Muslime von der Küste des Meeres bis zum Berg Şahdağ zu vernichten“. Seine Einheit sei mordend und plündernd über ganze Ortschaften von Baku bis Quba hinweggezogen. Laut Baberowski wurden allein in Quba bis zu 150 Wohnungen und in der gesamten Provinz 122 aserbaidschanische Dörfer zerstört.

## Untersuchungen und Reaktionen
Am 13. April 2007 präsentierte das Institut für Archeologie und Ethnographie der Nationalen Akademie der Wissenschaften Aserbaidschans ihren ersten forensischen Bericht. Darin wird auf das Überwiegen von vermischten Knochenresten hingewiesen, was wiederum davon zeugt, dass die Menschen zuerst hingerichtet und anschließend in eine Grube mit einer Tiefe von 2,5 bis 5 Metern hineingeworfen wurden. Von den ursprünglich untersuchten 137 Skeletten stammen 24 von Kindern und 28 von Frauen. Neben ethnischen Aserbaidschanern sollen auch Juden und Lesgier massakriert worden sein. Die aserbaidschanische Seite behauptet, die Namen von 81 ermordeten Juden identifiziert zu haben.
In Armenien wurde die These der aserbaidschanischen Seite zurückgewiesen. Im Gegenteil vertrat der armenische Historiker Ajk Demojan die Auffassung, die verscharrten Knochen von Getöteten hätten in Wirklichkeit von armenischen Familien gestammt, die angeblich zu diesem Zeitpunkt in der Region lebten.
Am 30. Dezember 2009 erließ der aserbaidschanische Präsident İlham Əliyev ein Dekret über die Errichtung des Völkermord-Gedächtniskomplexes am Ort des Massengrabs. Dieser wurde am 18. September 2013 eingeweiht.